# Ходейда (област)
Ходейда е една от 19-те области на Йемен. Площта ѝ е 13 300 км², а населението ѝ е 2 697 100 жители (по оценка от 2012 г.). Разделена е на 26 окръга. Разположена е в часова зона UTC+3. Официален език е арабският.